# Gare de Nagayama (Tokyo)
La gare de Nagayama (永山駅, Nagayama-eki) est une gare ferroviaire de la ville de Tama, à Tokyo au Japon. La gare est exploitée par les compagnies Keiō et Odakyū.

## Situation ferroviaire
La gare de Nagayama est située au point kilométrique (PK) 11,4 de la ligne Keiō Sagamihara et au PK 6,8 de la ligne Odakyū Tama.

## Histoire
La gare a été inaugurée le 1er juin 1974 par la compagnie Odakyū. La ligne Keiō Sagamihara y arrive le 18 octobre de la même année.

## Services aux voyageurs

### Accès et accueil
La gare dispose d'un bâtiment voyageurs, avec guichet, ouvert tous les jours.

### Desserte

#### Keiō
Cette partie de la gare est désignée sous le nom de Keiō-Nagayama.
- Ligne Sagamihara :
  - voie 1 : direction Hashimoto
  - voie 2 : direction Chōfu, Meidaimae, Sasazuka (interconnexion avec la ligne Shinjuku pour Motoyawata) et Shinjuku

#### Odakyū
Cette partie de la gare est désignée sous le nom Odakyū Nagayama.
- Ligne Tama :
  - voie 1 : direction Karakida
  - voie 2 : direction Shin-Yurigaoka, Yoyogi-Uehara (interconnexion avec la ligne Chiyoda pour Ayase) et Shinjuku